# ネリー・フーパー
ネリー・フーパー（Nellee Hooper、1963年 - ）は、イングランドの音楽プロデューサー、作曲家、リミキサー。1980年代末期よりソウル・II・ソウルのメンバーとして活動し、その後、多くのアーティストの作品をプロデュースした。

## 来歴
ブリストル出身。マッシヴ・アタックの前身ユニットであるワイルド・バンチに参加して、その後ジャジー・Bらと共にソウル・II・ソウルを結成。1990年にはソウル・II・ソウルのセカンド・アルバム『Vol. II: 1990 - A New Decade』が大ヒットするが、フーパーはその後間もなくソウル・II・ソウルを離れた。そして、フーパーは1990年代前半にはシネイド・オコナー、ビョーク、マドンナ等の作品にプロデューサーとして参加した。また、シャーデーの日本企画EP『リミックス・デラックス』（1993年）では、収録曲「フィール・ノー・ペイン」のリミックスを担当している。
1995年2月20日に開催されたブリット・アワードで、フーパーはベスト・ブリティッシュ・プロデューサー賞を受賞。同年にはティナ・ターナーが歌唱した映画『007 ゴールデンアイ』の主題歌「GoldenEye」をプロデュースした。
1996年、アメリカ映画『ロミオ+ジュリエット』の音楽を担当。同作のサウンドトラックは高く評価されて、フーパーは英国アカデミー賞 作曲賞を受賞した。2000年代に入ってからも、ノー・ダウトやU2等の作品に参加している。

## プロデュース作品
バンド名またはミュージシャンの姓の五十音順。共同プロデューサーとして参加したものも含む。
- ホリー・ヴァランス
  - Footprints（2002年）
- オール・セインツ
  - オール・セインツ - All Saints（1997年）
- シネイド・オコナー
  - 蒼い囁き - I Do Not Want What I Haven't Got（1990年）
- アンドレア・コアー
  - テン・フィート・ハイ - Ten Feet High（2007年）
- グウェン・ステファニー
  - ラヴ.エンジェル.ミュージック.ベイビー. - Love. Angel. Music. Baby.（2004年）
- ノー・ダウト
  - ロック・ステディ - Rock Steady（2001年）
- ビョーク
  - デビュー - Debut（1993年）
  - ポスト - Post（1995年）
- マキシ・プリースト
  - ボナファイド - Bonafide（1990年）
- マッシヴ・アタック
  - プロテクション - Protection（1994年）
- マドンナ
  - ベッドタイム・ストーリーズ - Bedtime Stories（1994年）
- U2
  - 原子爆弾解体新書〜ハウ・トゥ・ディスマントル・アン・アトミック・ボム - How to Dismantle an Atomic Bomb（2004年）